# Crawling in the Dark
«Crawling in the Dark» es el primer sencillo de la banda estadounidense de rock Hoobastank, fue el primer sencillo de su álbum debut homónimo Hoobastank.
La canción fue lanzada como sencillo el 2 de abril de 2002, y fue un avance exitoso para la banda, alcanzando el puesto # 3 en el Modern Rock Tracks y # 7 en el Mainstream Rock Tracks.

## Posicionamiento en listas
| Listas (2002)                   | posición |
| ------------------------------- | -------- |
| U.S. Billboard Hot 100          | 68       |
| U.S. Hot Mainstream Rock Tracks | 7        |
| U.S. Hot Modern Rock Tracks     | 3        |
| Austrian Singles Chart          | 60       |
| UK Singles Chart                | 47       |
| UK Rock Chart                   | 26       |

## En la cultura popular
La canción aparece en los videojuegos: Karaoke Revolution, MLB Slugfest 2004 y Aggressive Inline.
La canción aparece en el soundtrack de Rápidos y Furiosos Más Rápidos, Más Furiosos.
Esta canción también apareció en un comercial de la bebida Mountain Dew.